# Thisbe germanus
Thisbe germanus är en fjärilsart som beskrevs av Frederick DuCane Godman och Osbert Salvin 1886. Thisbe germanus ingår i släktet Thisbe och familjen Riodinidae. Inga underarter finns listade i Catalogue of Life.